# Jake Kiszka
 (février 2021).
Si vous disposez d'ouvrages ou d'articles de référence ou si vous connaissez des sites web de qualité traitant du thème abordé ici, merci de compléter l'article en donnant les références utiles à sa vérifiabilité et en les liant à la section « Notes et références ».
Jake Kiszka né le 23 avril 1996 à Frankenmuth, au Michigan est un artiste musical de rock, appartenant au groupe Greta Van Fleet depuis 2012 dont il est le guitariste. Il est le frère jumeau de Josh Kiszka le chanteur du groupe ainsi que le frère de Sam Kiszka, bassiste et pianiste du groupe.